# Лихтенштајн на Европском првенству у атлетици на отвореном 1946.
Лихтенштајн је учествовао на 3. Европском првенству у атлетици на отвореном 1946. одржаном у Ослу од 12. до 25. августа. Ово је било друго европско првенство у атлетици на отвореном на којем је Лихтенштајн учествовао. Репрезентацију Лихтенштајна представљала су 2 атлетичара који су се такмичили у три дисциплине.
На овом првенству представници Лихтенштајна нису освојио ниједну медаљу, нити је оборен неки рекорд.

## Учесници
- Оскар Оспелт, бацање диска и Бацање копља
- Гебхард Бихел, десетобој

### Мушкарци
| Атлетичар    | Дисциплина   | Лични рекорд | Квалификације | Квалификације | Финале               | Финале  | Детаљи |
| Атлетичар    | Дисциплина   | Лични рекорд | Резултат      | Место         | Резултат             | Место   | Детаљи |
| ------------ | ------------ | ------------ | ------------- | ------------- | -------------------- | ------- | ------ |
| Оскар Оспелт | бацање диска |              | 38,35         | 16            | Није се квалификовао | 16 / 16 | [ 1 ]  |
| Оскар Оспелт | бацање копља |              | 52,73         | 13            | Није се квалификовао | 13 / 13 | [ 1 ]  |

### десетобој
| Име           | 100 м | даљ  | кугла | вис  | 400 м | 110 м пр. | диск  | мотка | копље | 1.500м | Бод | Место | Бел.  |
| ------------- | ----- | ---- | ----- | ---- | ----- | --------- | ----- | ----- | ----- | ------ | --- | ----- | ----- |
| Гебхард Бихел | 12,3  | 5,45 | 10,72 | 1,55 | 57,0  | 18,4      | 28,92 | 2,70  | 53,68 |        |     | НЗ    | [ 1 ] |

## Биланс медаља Лихтенштајна после 3. Европског првенства на отвореном 1934—1946.
|      | ЕП          |                 |                 |                 |                 | УП |
| 1.   | 1934.       | није учествовао | није учествовао | није учествовао | није учествовао | -  |
| 2—3. | 1938.—1946. | 0               | 0               | 0               | 0               | -  |
| 1-3  | Укупно      | 0               | 0               | 0               | 0               | 0  |
| ---- | ----------- | --------------- | --------------- | --------------- | --------------- | -- |

|                                        | Атлетичар-ка                           |                                        |                                        |                                        |                                        |                                        |
| Није било вишеструких освајача медаља. | Није било вишеструких освајача медаља. | Није било вишеструких освајача медаља. | Није било вишеструких освајача медаља. | Није било вишеструких освајача медаља. | Није било вишеструких освајача медаља. | Није било вишеструких освајача медаља. |
| -------------------------------------- | -------------------------------------- | -------------------------------------- | -------------------------------------- | -------------------------------------- | -------------------------------------- | -------------------------------------- |